# Кліщівна
Кліщі́вна — село в Україні, у Рогатинській міській громаді Івано-Франківського району Івано-Франківської області.

## Географія
Селом тече гірський потік Брідки.

## Історія
Згадується 12 березня 1470 року в книгах галицького суду.
У 1939 році в селі проживало 1040 мешканців (990 українців, 40 латинників, 10 євреїв).
Зиму 1946—1947 рр. в бункері в лісі на околиці села перебував Роман Шухевич.
12 червня 2020 року, відповідно до Розпорядження Кабінету Міністрів України  № 714-р «Про визначення адміністративних центрів та затвердження територій територіальних громад Івано-Франківської області», увійшло до складу Рогатинської міської громади.
19 липня 2020 року, в результаті адміністративно-територіальної реформи та ліквідації Рогатинського району, село увійшло до складу новоутвореного Івано-Франківського району.

## Населення

### Мова
Розподіл населення за рідною мовою за даними перепису 2001 року:
| Мова       | Кількість | Відсоток |
| ---------- | --------- | -------- |
| українська | 482       | 100%     |

## Церква
Миколаївська церква збудована 1709 році на місці старої погорілої на кошти місцевого пароха Симеона Вітвіцького і місцевої громади. У 1770 та 1879 роках ремонтувалася коштами громади. Після побудови у 1934 році нової мурованої церкви за проєктом архітектора Романа Грицая стояла нечинною. У 2008 році обласна рада задумала реставрувати її без проєкту. Майстри розібрали споруду, зібрали основні зруби стін до карнизу. Після розбирання так і залишилася напівзібраною; через 8 років відкрили кримінальну справу проти посадових осіб облдержадміністрації.

## Примітки

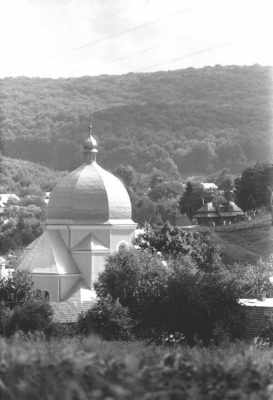
Миколаївська церква (1990 рік)

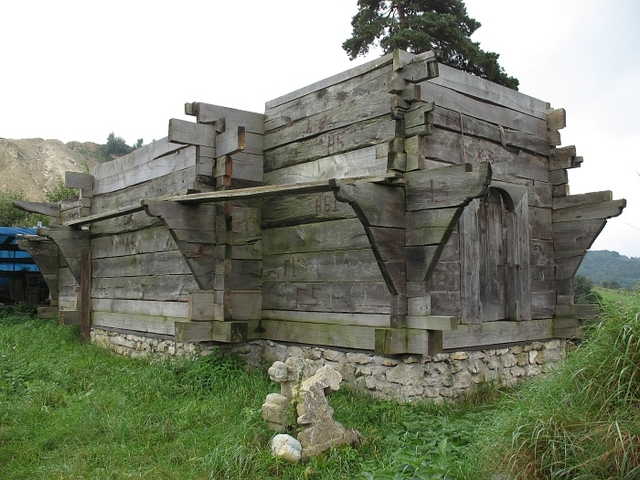
Миколаївська церква станом на вересень 2010 року

## Відомі люди
- Брилевський Василь Антонович — майор УПА, начальник вишкільного відділу КВШ УПА-Захід. Загинув у селі в бою проти більшовиків.
- Відоцький Андрій Михайлович (1976—2022) — головний сержант ЗСУ, 10ОГШБр. Загинув у битві за Бахмут. Кавалер ордена «За мужність» ІІІ ступеня [9].